# マインドスポーツ

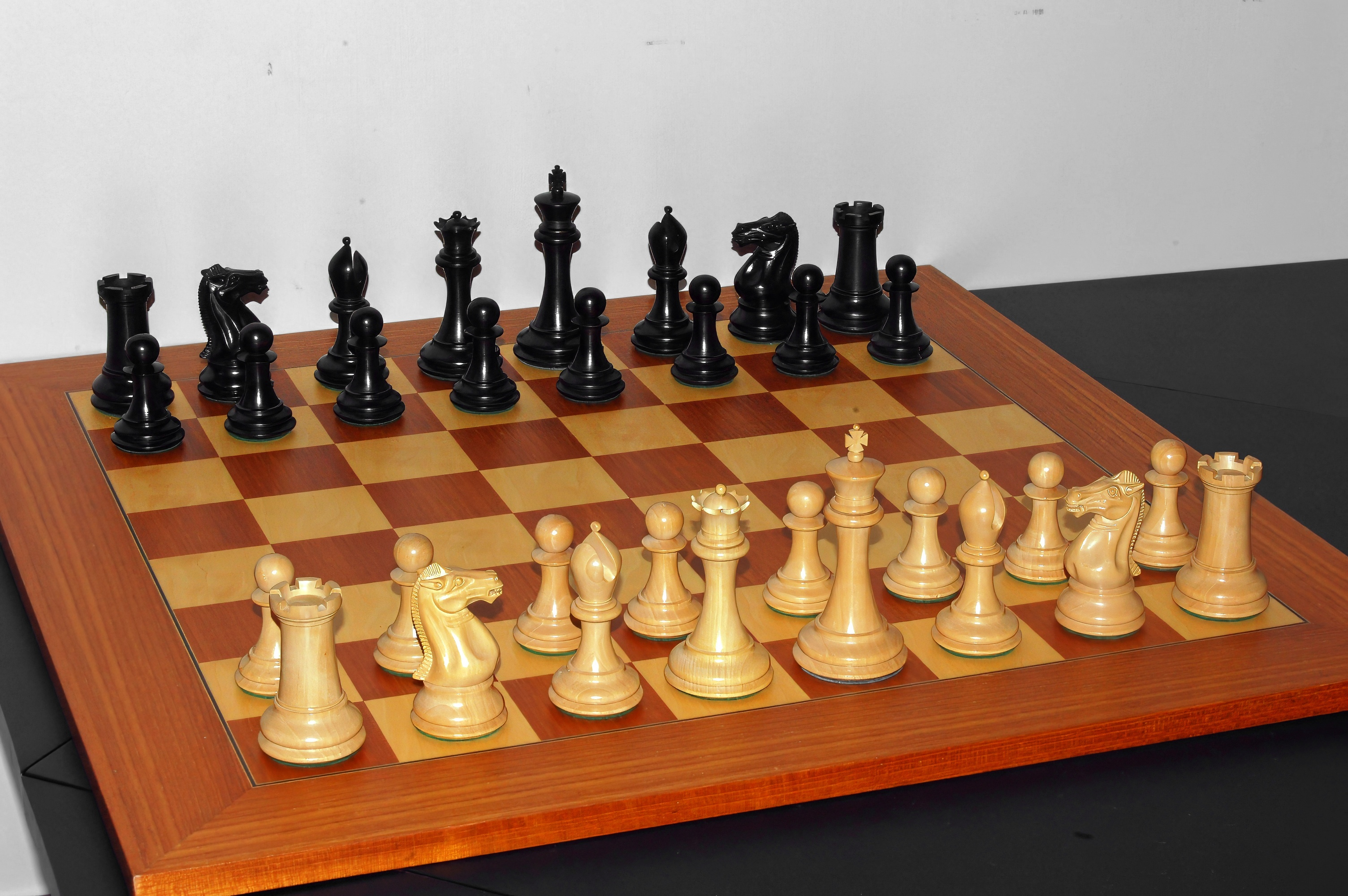
一例・チェス

マインドスポーツとは、高い思考能力を用いて競われるゲームを一種の「スポーツ」と見なしたもの。頭脳スポーツとも呼ばれる。

## 概要
1996年に教育コンサルタントトニー・ブザンによって、バックギャモンが記憶能力や判断能力などの脳の肉体的能力を使う「スポーツ」であると呼ばれ始めたのが起源である。ブザンは1997年からマインドスポーツオリンピアードという複数のボードゲームやカードゲームで競う大会を毎年開催し、「スポーツ」といえば運動競技という考えが定着しているヨーロッパに、新しい「マインドスポーツ」の概念を導入しようと試みた。
2005年には、国際チェス連盟（チェス）、国際ドラフツ連盟（チェッカー、ドラフツ）、国際囲碁連盟（囲碁）、世界ブリッジ連盟（コントラクトブリッジ）の4つの国際競技団体が結集し、国際マインドスポーツ協会（IMSA）が創設された（2015年に世界シャンチー連盟（シャンチー）、2017年に麻雀国際連盟（麻雀）、2018年にカードゲーム連盟（トランプ全般）が加盟）。国際マインドスポーツ協会による国際オリンピック委員会（IOC）への働きかけ でワールドマインドスポーツゲームズ（WMSG）第1回大会が2008年に北京オリンピック後の中国北京市で開催されている。WMSG組織委員会の名誉会長には当時のIOC会長ジャック・ロゲが就いた。スポーツアコードワールドマインドゲームズも国際競技団体連合とIMSAによって北京で行われている。
また、頭脳スポーツ財団（brain&mind-sports foundation）主催の「国際頭脳スポーツフェスティバル」が東京体育館で2004年から開催され、2回目が2013年に横浜で開催されたがトラブルとなった。なお、アジア・オリンピック評議会（OCA）が主催するアジア競技大会では、カタール・ドーハの2006年アジア競技大会でチェスが、中国・広州の2010年アジア競技大会で囲碁が、インドネシア・ジャカルタの2018年アジア競技大会でコントラクトブリッジが正式種目となっており、同じくOCAが主催するアジアインドアゲームズでは中国・マカオの2007年アジアインドアゲームズからチェスとシャンチーが正式種目となった。
日本でも頭脳スポーツ財団が総合の競技大会の開催を目標に活動しており、文部科学省も頭脳スポーツふれあい体験会などを開催している。「頭脳スポーツ Mind Sports」、「Mind Sports」は、日本国において頭脳スポーツ財団が登録商標を取得している。

## 代表的なマインドスポーツ
伝統的なボードゲームやカードゲームの大半がマインドスポーツに含まれる。丁半やルーレットなど運が支配的なカジノゲーム（ギャンブルゲーム）は除外されることが多いが、運要素のあるゲームであってもポーカーやバックギャモンのように戦略・競技性が高ければマインドスポーツに分類される。
国際マインドスポーツ協会が主催するワールドマインドスポーツゲームズでは、2008年の第1回大会ではチェス、シャンチー、ドラフツ（チェッカー）、囲碁、コントラクトブリッジの5競技が実施され、その後、麻雀、トランプ、ポーカー（仮加盟）の国際団体が国際マインドスポーツ協会に加盟し、2018年現在8競技となっている。
1997年に始まったマインドスポーツオリンピアードでは、60を超える様々な競技が実施されているが、このうちチェス、ドラフツ、囲碁、リバーシ、コントラクトブリッジ、マスターマインド、クリエイティブシンキング、メモリースポーツ、暗算、インテリジェンス（IQテスト）の10種目の合計点を競う十種競技として「Decamentathlon」が花形競技となっている（2008年からはコントラクトブリッジに代わってバックギャモンが追加された）。
日本ではチェス、将棋、どうぶつしょうぎ、囲碁、五目並べ（連珠）、リバーシ（オセロ）、バックギャモンの7種目をプレイする「桑名七盤勝負」が開催されている。この他にも将棋、囲碁（9路盤）、オセロの3種目をプレイする「トライボーディアン」が開催されている。
運要素の有無、プレイ人数、使用用具などによってさまざまな分類方法が可能であるが、上記に採用された代表的なマインドスポーツ競技を分類別に挙げると以下のようになる。

### 偶然の要素を含まない2人制ボードゲーム
チェス、シャンチー、将棋、ドラフツ（チェッカー）、囲碁、五目並べ（連珠）、リバーシなどの二人零和有限確定完全情報ゲームに該当する伝統的ボードゲームは、マインドスポーツの代表例として取り上げられる。

### 偶然の要素を含むテーブルゲーム
ボードゲームではバックギャモン、タイルゲームでは麻雀、カードゲームではポーカー、コントラクトブリッジなどは偶然の要素が含まれるが戦略性が重要であり、マインドスポーツに含まれる。

### 思考や記憶などの能力自体を競うもの
メモリースポーツ、数学の能力を競う競技、IQテストなどもマインドスポーツの一種として扱われることがある。